# (20643) Angelicaliu
(20643) Angelicaliu (1999 TK142) – planetoida z pasa głównego asteroid okrążająca Słońce w ciągu 3,79 lat w średniej odległości 2,43 j.a. Odkryta 7 października 1999 roku.